# Varese
Varese là một đô thị và thành phố của Ý. Đây là thành phố tỉnh lỵ và thành phố lớn nhất tỉnh Varese trong vùng Lombardia. Thành phố này có khoảng cách 55 km về phía bắc Milano. Varese có diện tích km2, dân số theo ước tính ngày 31 tháng 9 năm 2009 của Viện thống kê quốc gia Ý là 81.922 người. 
Các đơn vị dân cư: Avigno, Belforte, Biumo Inferiore, Biumo Superiore, Bizzozero, Bobbiate, Bosto, Bregazzana, Bustecche, Calcinate degli Orrigoni, Calcinate del Pesce, Campo dei Fiori, Capolago, Cartabbia, Casa Bassa, Casbeno, Cascina Gualtino, Cascina Mentasti, Caverzasio, Fogliaro, Gaggio, Giubiano, Lissago, Masnago, Mirasole, Mustonate, Oronco, Prima Cappella, Rasa di Varese, San Fermo, Sangallo, Santa Maria del Monte, Sant'Ambrogio, Schiranna, Ungheria, Velate.
Đô thị Varese giáp với các đô thị: